# لولو رومان
لولو رومان (بالإنجليزية: Lulu Roman) هي مغنية وكاتبة غنائية أمريكية، ولدت في 6 مايو 1946 في دالاس في الولايات المتحدة.

## وصلات خارجية
- الموقع الرسمي
- لولو رومان على موقع IMDb (الإنجليزية)